# West Indies Cricket Board
Le West Indies (ou WICB) est l'instance dirigeante du cricket dans plusieurs États et dépendances des Caraïbes regroupés sous l'appellation « Indes occidentales » (West Indies). La fédération, fondée en 1926 sous le nom de West Indies Cricket Board of Control (ou WICBC), gère notamment l'équipe des Indes occidentales, qui représente l'ensemble des États et dépendances membres au niveau international. Le WICB s'occupe également des compétitions régionales dans les Caraïbes anglophones et siège à Saint John's, capitale d'Antigua-et-Barbuda.

## Historique
Une équipe des Indes occidentales effectue une tournée en Angleterre en 1923 et rencontre un certain succès sportif. En 1925-1926, une équipe représentant le Marylebone Cricket Club effectue une tournée dans les Indes occidentales et, là encore, les Caribéens se montrent performants. Le MCC propose l'aide l'un de ses membres, Richard Henry Mallett, pour fonder une fédération sportive. L'informelle West Indies Cricket Conference voit le jour en 1926, et ses membres fondent le West Indies Cricket Board of Control, qui se réunit pour la première fois en janvier 1927. Les Indes occidentales disputent leur premier test-match en 1928 contre l'Angleterre.
L'équipe est vainqueur de la coupe du Monde (icc t20 world cup 2016) en 2016.

## Compétitions organisées
Les principales compétitions organisées par le WICB opposent les équipes suivantes : Barbade, Guyana, îles Leeward, îles Windward, Jamaïque, Trinité-et-Tobago, et, depuis 2007, Combined Campuses and Colleges (CCC). Le WICB organise notamment la Regional Four Day Competition (first-class cricket) et la WICB Cup (list A cricket) entre ces équipes.

## Membres
Les associations suivantes sont membres du WICB :
- La Barbados Cricket Association (BCB), qui représente la Barbade
- Le Guyana Cricket Board (GCB), qui représente le Guyana
- La Jamaica Cricket Association (JCA), qui représente la Jamaïque
- La Leeward Islands Cricket Association (LICA), qui représente Antigua-et-Barbuda, Saint-Christophe-et-Niévès, Anguilla, Montserrat, îles Vierges britanniques, îles Vierges américaines, Saint-Martin
- Le Trinidad & Tobago Cricket Board (TTCB), qui représente Trinité-et-Tobago
- Le Windward Islands Cricket Board of Control (WICBC), qui représente la Dominique, Sainte-Lucie, Grenade, Saint-Vincent-et-les-Grenadines.